# 原田おさむ
原田 おさむ（はらだ おさむ、1975年12月12日 - ）は、日本のお笑い芸人。大阪府豊中市出身。かつては大滝エージェンシー、松竹芸能に所属していた。

## 来歴
箕面自由学園高校卒業。1994年にデビュー。パチンコ店員とお笑い芸人を並行して活動していた。
NHKのドラマ新銀河『京都発・ぼくの旅立ち』でタケシ役に抜擢される。NHKの朝の連続ドラマ『やんちゃくれ』では、面接官越川を演じた。
一旦、大滝エージェンシーを退社しフリーで活動した。
2009年4月に松竹芸能所属となる。
2013年6月5日に松竹芸能を退社し、原田おさむ事務所を設立した。。
2014年に大滝エージェンシーに復帰。
2017年2月2日にエッセイ本『ピン芸人ですが、パチンコ店員やっています』を発売。
2020年3月31日に、大滝エージェンシーが代表者死去により業務停止。2022年3月20日現在の所属事務所は不明であるが、実演販売士としてKODEKAに所属している。

## 出演

### バラエティ番組
- 爆笑BOOING（関西テレビ） - 3週勝ち抜き
- 爆笑オンエアバトル（NHK） - 戦績0勝1敗 最高213KB
- あらびき団（TBS）

### テレビドラマ
- 京都発・ぼくの旅立ち（1996年5月6日 - 6月6日、NHK） - タケシ役
- 木綿のハンカチ〜ライトウインズ物語（1997年1月6日 - 2月6日、NHK） - ビデオ屋の店員吾郎役
- 生前予約〜現代葬儀事情（1997年11月15日、NHK）花屋の役
- やんちゃくれ（1998年10月5日 – 1999年4月3日、NHK） - 越川役

### 映画
- ペコロスの母に会いに行く（2013年） - ボートレーサー役[5]

## 著書
- ピン芸人ですが、パチンコ店員やっています（2017年、KADOKAWA、ISBN 978-4046018335）
小説投稿サイトにて連載の「パチンコ屋店員芸人奮闘記『それでも僕は、やめていない』」を書籍化した作品[4]。

## 受賞歴
- 2013年 第2回関西演芸しゃべくり話芸大賞審査員奨励賞
- 2013年 第1回大阪日日新聞大阪ともしび大賞
- 2016年 カクヨム エッセイ・実話・実用コンテスト受賞（パチンコ屋店員芸人奮闘記『それでも僕は、やめていない』）[4]
- 2017年 カクヨム エッセイ・実話・実用コンテスト受賞（『ピン芸人ですが、パチンコ店員やっています』）[6]